# スペクトル幾何学
スペクトル幾何学（スペクトルきかがく、英語: Spectral geometry）は、多様体の幾何学的構造と正準に（英: canonically）定義された微分作用素との間の関係に関する、数学の一分野である。閉じたリーマン多様体におけるラブラス-ベルトラミ作用素（英語: Laplace-Beltrami operator）の場合は最も集中的に研究されてきた、しかしながら、その他の微分幾何学でのラプラス作用素（英語: Laplace operators in differential geometry）も試みられてきた。その分野自体は二つの問題と関わる：直接問題ならびに逆問題である。